# Sphenarches ontario
Sphenarches ontario là một loài bướm đêm thuộc họ Pterophoridae. Nó được tìm thấy Ontario.
Sải cánh dài khoảng 14 mm.
Ấu trùng ăn the một số loài nho.